# 荒川亨
荒川 亨（あらかわ とおる、1959年（昭和34年）2月1日 - 2009年（平成21年）10月23日）は、日本の実業家、システムエンジニア、株式会社ACCESS創業者。

## 経歴
1959年（昭和34年）2月1日、千葉県に生まれる。1977年東京電機大学工学部電気通信工学科入学、逝去後東京電機大学卒業認定。小学校時代から電子工作が好きで、中学生の時にはラジオだ、アンプだ、といろいろなものを作りその後はアマチュア無線を始めた。高校時代から大学を通じてアマチュア無線部所属。大学では無線部とともに体育会系舞踏研究部に所属、頭角を現した。この頃、TI社の論理回路ICが普及し始めた。100円も出せばICが買えて、論理回路が作れた。1979年（昭和54年）大学1年次に19歳でマイコンのプログラミングを行う個人事業主として「荒川設計事務所」を設立。1983年個人ビジネスの限界を感じ東大情報科学科にアルバイト募集をかけ鎌田富久と出会った。日本発のオリジナルなソフトウェアをつくり、世界に広げようという思いで、1984年に鎌田富久（当時は東京大学の大学院生）とともに、千代田区神田のワンルームマンションで有限会社アクセス（現・株式会社ACCESS）を設立し パソコン用言語 LOGO を開発した。
2009年10月23日、膵臓がんのため死去。満50歳没。

## 人物・経営について
荒川は学生から普通の企業に勤めることなく、自分の会社を始めたので、企業を経験した社員から、「普通はこうです」と言われて、「普通はそうなのか、おかしいな」と思ったり、「でも普通の会社はこうです」、と言われるとすごく悩んだという。しょうがないので、何か変だなと思っても、何が変なのかが分からないので、言われた通りにやってみる。そうすると普通の企業のバックグランドと ACCESS社のバックグランドのここが違う、ということが分かる。そういう仮説と検証の連続だったと語っている。
荒川は技術者側の人間なので、経営については、試行錯誤でやってきた。技術の事を考えるのと同じで、全体を考えて、ここはこうならなければいけないとか、と考える。例えば、一人一人優秀で、やっていることは間違っていない。でも儲からない、とすればどこかが悪いはず、そんな感覚で考えていた。また、誰もやっていないことをやろうとすると間違いは必ず起こる。間違った事が悪いのではなくて、間違った事を是正しないことが悪いのだと捉えた。お客様からも色々なことを聞きながら少しずつ構築してきた。自らを変えることが出来ないといけないという考えを持っていた。